# Domínio de Mibu
Domínio de Mibu (壬生藩, Mibu han) foi um Han do Período Edo da História do Japão. Estava localizado na Província de Shimotsuke (atual Tochigi).

## Lista de Daimyōs
Clã Hineno, 1601-1634 (19,000 koku)
1. Yoshiaki

 Clã Abe, 1634-1639 (25,000 koku)
1. Tadaaki

 Clã Miura , 1639-1691 (25,000 koku)
1. Masatsugu
2. Yasutsugu
3. Akihiro

 Clã Matsudaira (Nagasawa-Ōkochi), 1692-1695 (fudai; 32,000->42,000 koku)
1. Terusada

 Clã Katō, 1695-1712 (25,000 koku)
1. Akihide
2. Yoshinori

 Clã Torii, 1712-1868 (30,000 koku)
1. Tadateru
2. Tadaakira
3. Tadaoki
4. Tadateru
5. Tadaakira
6. Tadahiro
7. Tadatomi
8. Tadafumi